# Manœuvre dormante

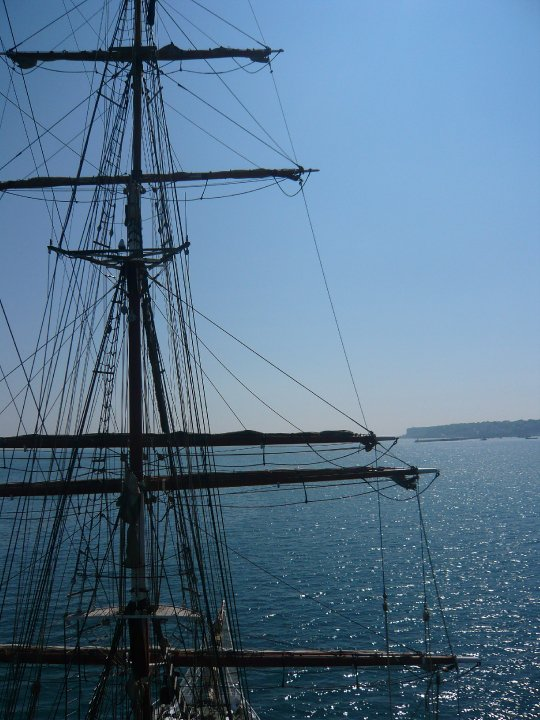
Manœuvres dormantes et mâts

Les manœuvres dormantes sont l’ensemble des cordages qui, ayant pour but de consolider la mâture, restent immobiles une fois mis en place et convenablement raidis. Il s'agit des haubans, des bas-haubans, des galhaubans, des pataras et des étais.
Haubans et galhaubans maintiennent les mâts transversalement et vers l'arrière, les étais les maintiennent longitudinalement depuis l'avant, les pataras depuis l'arrière. On distingue respectivement étais de bas-mât, de hune et de flèche. 
Les bastaques, qui soutiennent le mât dans les bords de largue et de grand largue, occupent une place à part. En effet, elles ont un rôle équivalent aux haubans ou aux pataras, mais, du fait de leur position intermédiaire (en arrière du mât mais dans le périmètre de passage de la bôme), elle nécessitent d'être raidies ou choquées selon qu'elles sont au vent ou sous le vent. De ce fait, elles peuvent être considérées comme dormantes ou courantes.
Les étais du mât avant sont fixés sur le beaupré ou au pont, les étais du second mât sur le premier, etc.
On considère donc, dans certains cas, le beaupré comme la clé de la mâture.
Dans la marine à voile ancienne, les manœuvres dormantes étaient goudronnées.